# Salwador na Letnich Igrzyskach Olimpijskich 1996
Salwador na Letnich Igrzyskach Olimpijskich 1996 reprezentowało ośmioro zawodników: sześciu mężczyzn i dwie kobiety. Był to szósty start reprezentacji Salwadoru na letnich igrzyskach olimpijskich.

## Skład kadry

### Judo
Mężczyźni
- Carlos Ramírez – waga do 65 kg – 34. miejsce,
- Juan Vargas – waga do 71 kg – 21. miejsce

### Kolarstwo
Kobiety
- Maureen Kaila
  - kolarstwo szosowe wyścig ze startu wspólnego – nie ukończyła wyścigu,
  - kolarstwo torowe wyścig punktowy – 5. miejsce

### Lekkoatletyka
Mężczyźni
- Rubén Benítez – bieg na 100 metrów – odpadł w eliminacjach,

Kobiety
- Arely Franco – bieg na 400 metrów – odpadła w eliminacjach

### Pływanie
Mężczyźni
- Francisco Suriano
  - 100 m stylem klasycznym – 37. miejsce,
  - 200 m stylem klasycznym – 33. miejsce,
- Rubén Piñeda – 100 m stylem motylkowym

### Podnoszenie ciężarów
Mężczyźni
- Francisco Cáceres – waga do 64 kg – 31. miejsce